# تپه نقاره
تپه نقاره مربوط به دوران‌های تاریخی پس از اسلام است و در شهرستان گرمی، روستای نقاره واقع شده و این اثر در تاریخ ۲۵ اسفند ۱۳۴۵ با شمارهٔ ثبت ۶۲۵ به‌عنوان یکی از آثار ملی ایران به ثبت رسیده است.